# 1908년 하계 올림픽 테니스
제3회 하계 올림픽 테니스 경기는 1908년 7월 6일부터 11일까지 영국 런던에서 열렸다. 올림픽 사상 처음으로 실내경기가 치러졌으며 야외경기와 병행해서 진행되었다. 여자 종목 역시 야외 단식과 실내 단식으로 나뉘어 치러졌다.
실내종목은 대회 개막에 앞서 1908년 5월 6일부터 퀸스클럽 실내경기장에서 치러졌으며  야외경기는 1908년 7월 6일부터 7월 11일까지 런던 월폴로드에 위치한 올 잉글랜드 론 테니스 크로켓 클럽의 잔디 경기장에서 치러졌다.
남자 40명, 여자 10명의 총 50명의 선수가 출전하였으며 10개국 가운데 5개국은 올림픽 테니스 첫 출전을 기록하였다. 이들 국가 외에도 오스트랄라시아 소속의 레 푸아드뱅과 윔블던 대회 우승자 앤서니 와일딩이 출전할 예정이었으나 행정상의 문제로 경기에 참가하지 못했다.

## 참가국
10개국 50명의 선수가 이번 대회에 참가하였다.
- 오스트리아 (3)
- 보헤미아 (4)
- 캐나다 (3)
- 프랑스 (1)
- 독일 (5)
- 영국 (22)
- 헝가리 (3)
- 네덜란드 (2)
- 남아프리카 공화국 (3)
- 스웨덴 (4)

## 경기 결과

### 종목별 메달리스트

#### 야외
| 종목           | 금                                           | 은                                          | 동                                       |
| -------------- | -------------------------------------------- | ------------------------------------------- | ---------------------------------------- |
| 남자 야외 단식 | 메이저 리치 · 영국                           | 오토 프로이츠하임 · 독일                    | 위버포스 이브스 · 영국                   |
| 남자 야외 복식 | 영국 (GBR) · 레지널드 도허티 · 조지 힐리어드 | 영국 (GBR) · 제임스 세실 파크 · 메이저 리치 | 영국 (GBR) · 클레멘트 카잘렛 · 찰스 딕슨 |
| 여자 야외 단식 | 도로시아 램버트 챔버스 · 영국                | 도라 부스비 · 영국                          | 러스 윈치 · 영국                         |

#### 실내
| 종목           | 금                                        | 은                                       | 동                                               |
| -------------- | ----------------------------------------- | ---------------------------------------- | ------------------------------------------------ |
| 남자 실내 단식 | 아서 고어 · 영국                          | 조지 카리디아 · 영국                     | 메이저 리치 · 영국                               |
| 남자 실내 복식 | 영국 (GBR) · 허버트 로퍼 바렛 · 아서 고어 | 영국 (GBR) · 조지 카리디아 · 조지 시몬드 | 스웨덴 (SWE) · 볼마르 보스트룀 · 군나르 세테르발 |
| 여자 실내 단식 | 그웬돌린 이스트레이크스미스 · 영국        | 앨리스 그린 · 영국                       | 메르타 아들레르스트롤레 · 스웨덴                 |

### 메달 순위

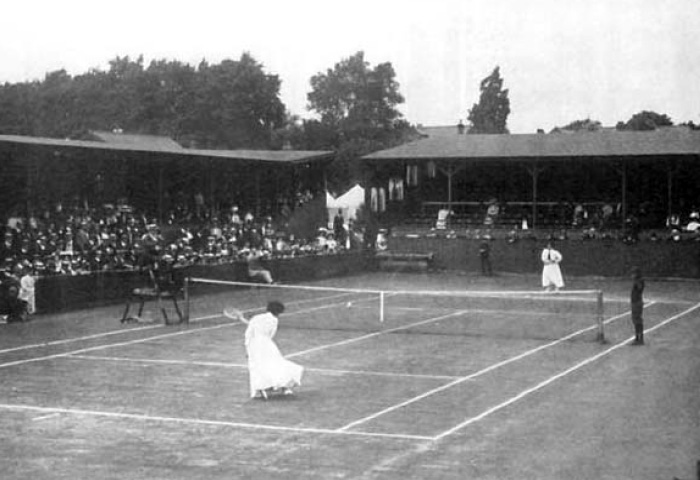
여자 단식 결승전의 모습

| 순위       | 나라         | 금 | 은 | 동 | 합계 |
| ---------- | ------------ | -- | -- | -- | ---- |
| 1          | 영국 (GBR)   | 6  | 5  | 4  | 15   |
| 2          | 독일 (GER)   | 0  | 1  | 0  | 1    |
| 3          | 스웨덴 (SWE) | 0  | 0  | 2  | 2    |
| 합계 (3개) | 합계 (3개)   | 6  | 6  | 6  | 18   |

## 같이 보기
- 1908년 하계 올림픽 죄드폼